# Retronecina
Retronecina es un alcaloide de pirrolizidina que se encuentra en una variedad de plantas de los géneros Senecio y Crotalaria y la familia Boraginaceae. Es el núcleo central más común para otros alcaloides de pirrolizidina.